# Mimosa apodocarpa
Mimosa apodocarpa är en ärtväxtart som beskrevs av George Bentham. Mimosa apodocarpa ingår i släktet mimosor, och familjen ärtväxter. Inga underarter finns listade i Catalogue of Life.